# 朝鮮民主主義人民共和国の租税
朝鮮民主主義人民共和国の租税（ちょうせんみんしゅしゅぎじんみんきょうわこくのそぜい）では、公式には存在せず「世界唯一の税金がない国家である」と宣言している、朝鮮民主主義人民共和国（北朝鮮）における租税の実情について説明する。
上記の宣言に反して、北朝鮮政府は隠れた税金として様々な売上税などの税金を国民から徴収し続けている。特に北朝鮮政府の歳入の大部分を売上税が占めているとされる。このことから国際的には北朝鮮は税制を維持しているとされているが、北朝鮮国内では「税金」という単語は使用されておらず、「社会主義所得会計」や「社会主義的経済管理所得」などと称される定義で扱われている。1974年3月21日の最高人民会議で成立した法令「税金制度の廃止について」が施行された同年4月1日に世界初の税金制度廃止が宣言され、4月1日は「税金制度廃止の日」に制定されている。

## 概要
記念日となっている1974年4月1日は、所得税などの直接税が「古い社会の遺物」であるとして金日成国家主席の指示によって廃止された日である。現代の付加価値税に相当する法人に課せられていた「取引所得金」は「国家企業利益金」として事実上の法人税として維持された。1961年から1970年の期間において政府歳入の平均98.1%が売上税、国営企業の利益金、機械設備や灌漑施設、テレビ、水道などの公共施設利用料金などが占めており、直接税の撤廃が大きな影響を与えることはなかった。これは他の社会主義国の財政事情と同じであった。
1947年に導入された農産物の物納税は農業集団化が完了した1966年に廃止された。
個人の所得税は1974年を最後に廃止された。当時の税率は一律1.8%であった。しかし所得税廃止以降も、党大会の開催などを口実に様々な名目で募金させることや、国家事業に無償で動員したりすることが法的根拠なく行われており、事実上の税金を構成している。
開城工業地区などの外国企業の操業が許可されている経済特別区では特別な税制が制定されている。また、加工貿易法、著作権法や脱税に関する法律などに法人の租税に関する条項があり、法人税が存在する。2000年代初頭の法人税率は10 - 14%と推定されている。労働者は通常の間接税の対象である。労働者への賃金は外国企業からハード・カレンシーで北朝鮮政府が受け取り、北朝鮮政府は労働者に社会保険料や「社会文化費用」の名目で差し引いた残額を給付している。2013年の推計では、工業団地の労働者に課せられていた税率は45%であったが、2016年の韓国統一部の発表では、賃金として外国企業から支払われた70%が核兵器・ミサイル開発に流用されていたとされ、韓国は共同事業を中止した
経済特別区域外の企業は、国家企業利益金として事実上の法人税を納税している。2016年8月の税制改革により累進課税が導入され、2018年現在の最高税率は32.5%である。